# Beautiful (canción de Eminem)
«Beautiful» (traducido al español ‘Hermoso’) es una canción del rapero estadounidense Eminem. Fue lanzada como sencillo oficialmente el 12 de mayo de 2009 (una semana antes de su respectivo álbum), por medio de descarga digital en iTunes y el 2 de junio por medio radial. El 2 de julio de este mismo año se estrenó el video musical, dirigido por Anthony Mandler.
Es el tercer sencillo oficial de su álbum de estudio Relapse. La canción fue lanzada el 12 de mayo del 2009.

## Contenido
"Beautiful" se refiere a las diferentes emociones y sentimientos de Eminem, que van desde la depresión de su carrera a la fama hasta sus más optimistas conceptos de inspiración, de forma similar como en Lose Yourself. Vale la pena señalar que Eminem comenzó a escribir la canción cuando estaba en rehabilitación y la terminó cuando estaba sobrio, lo que puede explicar el contraste de la letra, a comparación de las demás canciones de Relapse.
Al final de la canción dice "To my babies, stay strong. Daddy will be home soon", en español "A mis bebés, manténganse fuertes. Papá estará en casa pronto", parte que va dedicada a su hija Hailie, a su sobrina adoptada Alaina y a su hijastra Whitney.
La introducción es extracto de la canción "Reaching Out" de Queen + Paul Rodgers Tour.

## Video musical
Según Twitter, el video de "Beautiful" fue grabado en Detroit. El 25 de junio, Eminem llamó a su estación de radio, Shade 45, y habló sobre su gira y de Relapse 2. También dijo que el video de Beautiful saldría al aire la semana próxima.Eminem lanzó una vista previa del video el 1 de julio de 2009. El video fue estrenado de manera oficial el 2 de julio.
El video abre con una leyenda que dice "en 1950, Míchigan, fue de 1, de 8 de los estados en los Estados Unidos que, en conjunto, producen el 36% del PNB del mundo" y que "Detroit es la ciudad más grande de fabricación en el mundo". A continuación muestran las imágenes de la ciudad hoy en día, con Eminem caminando a través de tres estructuras abandonadas de esa época que simboliza el "Arsenal de Democracia". Aunque la canción original contiene 3 estrofas, en el video solo se muestran las dos primeras.

## Posición en las listas musicales
| Lista (2009)                     | Mejor posición |
| -------------------------------- | -------------- |
| ARIA Australian Singles Chart    | 39             |
| Canadian Hot 100                 | 8              |
| Danish Singles Chart             | 40             |
| Irish Singles Chart              | 33             |
| New Zealand Singles Chart        | 10             |
| Swedish Singles Chart            | 47             |
| Swiss Singles Chart              | 44             |
| UK Singles Chart                 | 31             |
| U.S. Billboard Hot 100           | 17             |
| U.S. Billboard Pop 100           | 11             |
| U.S. Billboard Mainstream Top 40 | 35             |